# Kazimierz Jan Sapieha
Ne doit pas être confondu avec Jan Kazimierz Sapieha.
Pour les articles homonymes, voir Kazimierz Sapieha et Sapieha.
Kazimierz Jan Sapieha, né en 1637 et mort le 13 mars 1720, est un noble du grand-duché de Lituanie, officier, homme politique et dignitaire éminent de la république des Deux Nations.
Membre de la famille des Sapieha, hetman de Lituanie (1681 et 1705-1720), puis grand hetman de Lituanie (1682-1703 et 1707-1708), il joue un rôle de premier plan lors de la guerre civile lituanienne de la fin des années 1690, qui se termine par la défaite de sa famille.

## Biographie

### Origines familiales
Kazimierz Jan Sapieha est le fils de Paweł Jan Sapieha et d'Anna Barbara Kopeć.

### Carrière
En 1663, il est nommé trésorier de la cour de Lituanie (Podskarbi nadworny litewski), puis voïvode de Polotsk en 1671. En 1673, il entre au Sénat de la République des Deux Nations (dont le grand-duché de Lituanie est une des deux composantes au côté du royaume de Pologne) en tant que conseiller militaire du roi.
En 1676, il est nommé voïvode de Samogitie, hetman de Lituanie en 1681, voïvode de Wilno (actulle Vilnius) en 1682, grand hetman de Lituanie en 1682. En 1683, il commande le contingent lituanien de l'armée de la République, lors de la campagne de Jean III Sobieski pour libérer Vienne assiégée par les Turcs.
En 1691, il fait construire le palais Sapieha de Wilno, sur les plans de l'architecte italien Pietro Perti (en).

### La période de laguerre civile
Pendant cette période, il est le chef de la famille Sapieha qui affronte une coalition de familles décidées à abattre sa puissance.
Le conflit se met en place au début des années 1690, est marqué par l'excommunication de Sapieha en 1693 et se transforme en conflit armé au moment de l'interrègne qui suit la mort de Jean Sobieski (1696). Il devient une véritable guerre civile en 1700, alors que commence la grande guerre du Nord.
Le 18 novembre, l'armée de Sapieha est vaincue à la bataille d'Olkieniki (en) par une armée sous le commandement de Michał Wiśniowiecki. Son fils, Michał Franciszek Sapieha est alors fait prisonnier, puis exécuté.

### Après la défaite (1700-1720)
Lui-même perd la charge de grand hetman en 1703, au profit de Wiśniowiecki, mais la recouvre en 1707 et la transmets l'année suivante à son neveu Jan Kazimierz qui la conserve jusqu'en 1709.

## Mariages et descendance
Kazimierz Sapieha épouse Krystyna Barbara Hlebowicz qui lui donnera quatre enfants :
- Jerzy Stanisław (1668-1732)
- Michał Franciszek (1670-1700)
- Aleksander Paweł (1672-1734)
- Katarzyna

Il épouse en secondes noces Teresa Korwin Gosiewska (en), puis en troisièmes noces Antonina Sybilla Waldstein-Arnau.